# زهرة الأهوار الخادعة
زهرة الأهوار الخادعة (الاسم العلمي:Nymphoides fallax) هي نوع من النباتات تتبع جنس زهرة الأهوار من الفصيلة الإطريفلية.